# ジーン・キャグニー
ジーン・キャグニー（Jeanne Cagney、1919年3月25日 - 1984年12月7日）は、アメリカ合衆国の女優。
兄は俳優のジェームズ・キャグニーと、映画プロデューサーのウィリアム・キャグニー。

## 出演作品
- 千の顔を持つ男
- ノックは無用
- 流砂
- ヤンキー・ドゥードゥル・ダンディ（ジョシー）
- 女性の秘密